# Autostrada R 7.1
Die Autostrada R 7.1 (albanisch für Autobahn Route 7.1) ist eine über 47 Kilometer lange Autobahn im Kosovo, die teilweise in Bau ist. Sie soll die kosovarische Hauptstadt Pristina über Gjilan mit Dheu i Bardhë am Grenzübergang Končulj nach Serbien verbinden. Die Straße ist auch bekannt unter dem Namen Autostrada Prishtinë–Gjilan-Dheu i Bardhë. Am 15. April 2018 haben die Bauarbeiten des ersten Abschnittes, von einer Länge von 22,3 Kilometer, begonnen. Geplant war, die Autobahn im Jahr 2020 zu eröffnen. Die Strecke in den Osten des Kosovo soll damit deutlich verkürzt werden.

## Streckenführung
Die Autobahn soll von Lipjan aus dem Verlauf der bestehenden M 25.2 über Gjilan und der M 25.3 folgen, diese aber nicht ersetzen. An der Grenze soll die Autobahn in die bestehende serbische Bundesstraße 41 übergehen.
Die Länge der Gesamtstrecke beträgt 47,1 Kilometer und wird vier Brücken beinhalten. Die Breite der Autobahn wird 32 Meter betragen.
Zukünftig soll die Autobahn von Lipjan aus, weiter Richtung Shtime bis Duhla an der Autobahn R 7 weitergehen. Die Baukosten betragen 260 Millionen Euro.